# Koek-en-zopie

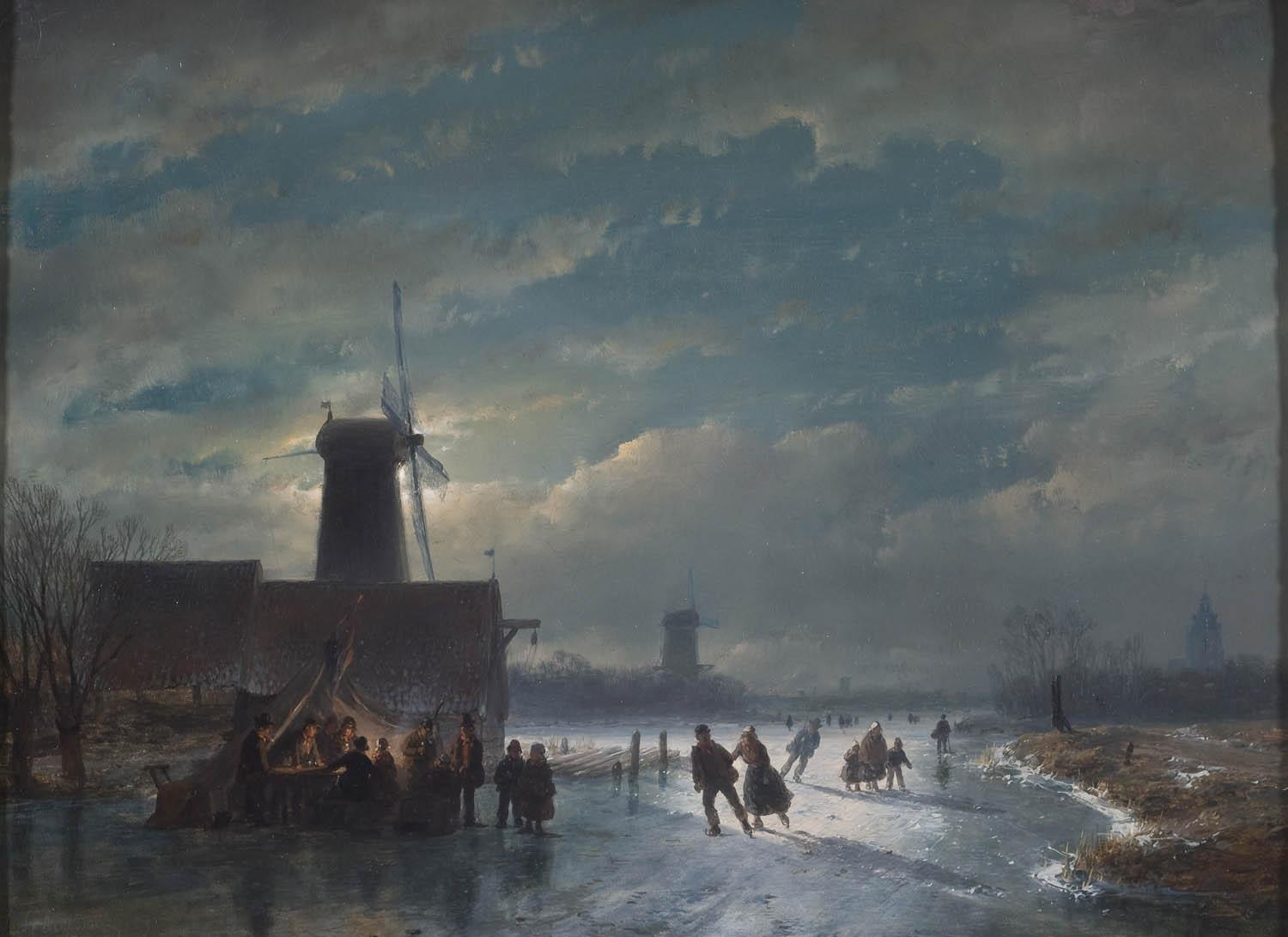
Winterlandschap met 'koek en zopie' bij nacht. Andreas Schelfhout, 1849

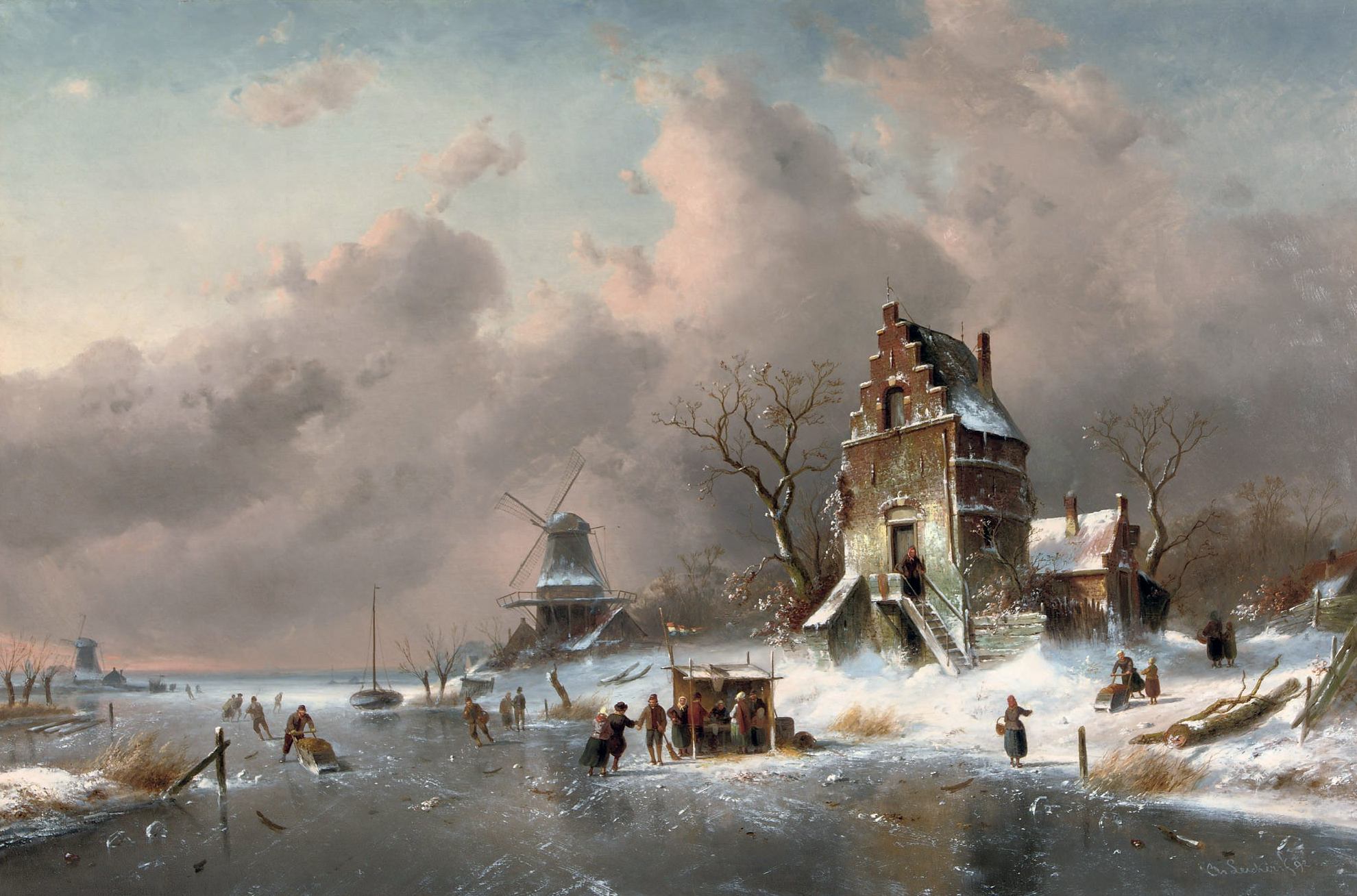
Tal van schaatsers bij de koek-en-zopiekraam op een bevroren waterweg. Charles Leickert, 1892

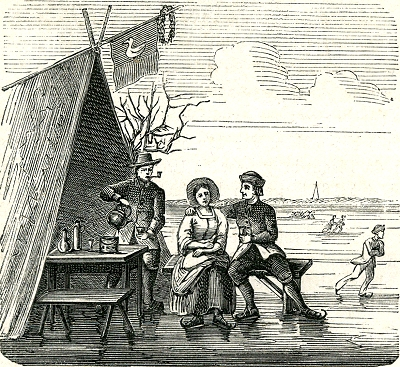
Koek-en-zopie op een houtsnede uit 1779

Koek-en-zopie is een term die gebruikt wordt voor het voedsel en de drank die tijdens schaatsperiodes bij het ijs verkocht wordt.

## Origine
De term koek en zopie komt voor ca. 1840 in geschreven bronnen niet voor. Vanaf de 17e eeuw bestaat het woord zoopje met de betekenis drankje.
In de 19e eeuw bestond zopie uit een mengsel van bockbier en rum. Door aan dit mengsel eieren, kaneel en kruidnagelen toe te voegen en vervolgens te verwarmen, ontstaat zopie. Later, in de 20e eeuw, werd in een koek-en-zopietentje vaak warme punch verkocht.
Tegenwoordig worden er voornamelijk warme chocolademelk, snert, glühwein en gevulde koek verkocht.